# Israzorides
Israzorides là một chi nhện trong họ Zoridae.